# Classe Combattante II
Le motocannoniere missilistiche di progettazione franco/tedesca della Classe La Combattante II sono tra le realizzazioni maggiormente apprezzate nel campo delle unità d'attacco veloce degli anni settanta, realizzate dai cantieri CMN (Constructions mécaniques de Normandie) di Cherbourg e Lürssen Werft di Brema-Vegesack, traevano il progetto iniziale da un disegno tedesco sviluppato dai cantieri Lürssen Werft ed ispirato alle schnellboote della Kriegsmarine della seconda guerra mondiale.
Le unità di questo tipo trovano impiego in compiti di pattugliamento delle acque territoriali ed internazionali nella zona economica esclusiva, nella protezione dei porti, nell'intercettazione, nelle ispezioni a bordo di navi civili sospette.
Le Combattante prendono il nome dalla prima di queste navi, la motocannoniera della Marine Nationale francese La Combattante, costruita negli anni sessanta e realizzata in un unico esemplare, che ha costituito un prototipo per questo tipo di unità.
La unità della classe Combattante II avevano un'ottima abitabilità per la loro categoria ed un armamento di tutto rispetto, con un cannone OTO da 76mm Compatto, un impianto singolo da 40mm poppiero e quattro missili MM.38 Exocet. Il tutto per un peso di 270 tonnellate. L'apparato motore permetteva alle unità di raggiungere la velocità di 36 nodi.

## Germania
Le unità tedesche denominate Classe Tiger, costruite in Francia e in Germania, che costituiscono una variante delle Combattante II sono entrate in servizio nella Bundesmarine nella prima metà degli anni settanta e sono state dismesse a partire dall'inizio degli anni novanta.

## Malaysia
La Malaysia ha acquistato quattro di queste unità, denominate Combattante II 4AL entrate in servizio tra il 1971 e il 1973, che costituiscono la Classe Perdana. Le unità malesi non hanno il cannone italiano da 76 e dono armate con un cannone Bofors da 57/70 mm, un cannone da 40/70 mm e due missili MM.38 Exocet.
Unita Classe Perdana
| sigla | Nome    | Cantiere        | Varo             | Entrata in servizio |
| ----- | ------- | --------------- | ---------------- | ------------------- |
| 3501  | Perdana | CMN - Cherbourg | 31 maggio 1972   | 21 dicembre 1972    |
| 3502  | Serang  | CMN - Cherbourg | 22 dicembre 1971 | 31 gennaio 1973     |
| 3503  | Ganas   | CMN - Cherbourg | 26 ottobre 1972  | 28 febbraio 1973    |
| 3594  | Ganyang | CMN - Cherbourg | 16 marzo 1972    | 20 marzo 1973       |

## Iran
L'Iran fece un massiccio ordine di queste unità.
Le Combattante II iraniane della Classe Kaman sono state costruite in Francia, ma armate dagli Stati Uniti con missili Harpoon. Dopo la rottura delle relazioni tra Iran e Stati Uniti gli Harpoon sono stati sostituiti con missili C-802 versione cinese dell'Exocet francese.
Unita Classe Kaman
| sigla           | Nome      | Cantiere        | Varo              | Entrata in servizio |
| --------------- | --------- | --------------- | ----------------- | ------------------- |
| P-221 (ex P-21) | Kaman     | CMN - Cherbourg | 8 gennaio 1976    | giugno 1977         |
| P-222 (ex P-22) | Xoubin    | CMN - Cherbourg | 14 aprile 1976    | giugno 1977         |
| P-223 (ex P-23) | Khadang   | CMN - Cherbourg | 15 luglio 1976    | 15 marzo 1978       |
| P-24            | Paykan    | CMN - Cherbourg | 12 ottobre 1976   | 15 marzo 1978       |
| P-25            | Joshan    | CMN - Cherbourg | 21 febbraio 1977  | 31 marzo 1978       |
| P-226 (ex P-26) | Falakhon  | CMN - Cherbourg | 2 giugno 1977     | 31 marzo 1978       |
| P-227 (ex P-27) | Shamshir  | CMN - Cherbourg | 12 settembre 1977 | 31 marzo 1978       |
| P-228 (ex P-28) | Gorz      | CMN - Cherbourg | 28 dicembre 1977  | 15 settembre 1978   |
| P-229 (ex P-29) | Gardouneh | CMN - Cherbourg | 23 febbraio 1978  | 23 ottobre 1978     |
| P-230 (ex P-30) | Khanjar   | CMN - Cherbourg | 27 aprile 1978    | 1º agosto 1981      |
| P-231 (ex P-31) | Neyzeh    | CMN - Cherbourg | 5 luglio 1978     | 1º agosto 1981      |
| P-232 (ex P-32) | Tabarzin  | CMN - Cherbourg | 15 settembre 1978 | 1º agosto 1981      |

Le Combattante II iraniane sono state impiegate, con i loro quattro missili Harpoon, nella guerra Iran-Iraq, ottenendo vari successi. La motocannoniera Paykan venne affondata da aerei iracheni il 29 novembre 1980 nel corso degli eventi dell'operazione Morvarid. La motocannoniera Joshan venne affondata, insieme alla fregata Sahand della Classe Alvand, da missili Harpoon lanciati da aerei americani il 18 aprile 1988 durante l'operazione Praying Mantis.

## Libia
La Libia ordinò alla Francia dieci Combattante II, denominate Combattante IIG, che nella Marina militare libica hanno costituito la Classe Beir Grassa. Le unità libiche, il cui dislocamento era di 310 tonnellate, con armamento italiano, essendo armate di un cannone da 76/62 mm prodiero, un cannone binato antiaereo da 40/70 mm poppiero della OTO Melara e di missili antinave Otomat Mark I/II, e vennero consegnate alla marina libica tra il 1982 e il 1983 e ribattezzate tutte con nuovi nomi nel 1983; di queste una venne distrutta ed un'altra gravemente danneggiata nel Golfo della Sirte il 24 marzo 1986 da aerei A-7 Corsair e A-6 Intruder decollati dalle portaerei americani ed armate di missili AGM-84 Harpoon e bombe a grappolo Mk-118 Rockeye, durante la crisi tra Libia e Stati Uniti, nel corso di uno scontro aeronavale in cui venne gravemente danneggiata anche una corvetta libica del tipo Nanuchka di fabbricazione sovietica.
Unita Classe Beir Grassa
| sigla | Nome     | Nome originario | Cantiere        | Varo              | Entrata in servizio | Note                                 |
| ----- | -------- | --------------- | --------------- | ----------------- | ------------------- | ------------------------------------ |
| 518   | Sharara  | Beir Grassa     | CMN - Cherbourg | 28 giugno 1979    | 9 febbraio 1982     |                                      |
| 522   | Shehab   | Beir Gzir       | CMN - Cherbourg | 22 gennaio 1980   | 3 marzo 1982        |                                      |
| 524   | Wahg     | Beir Gtifa      | CMN - Cherbourg | 20 maggio 1960    | 29 maggio 1982      |                                      |
| 525   | Shouaiai | Beir Algandula  | CMN - Cherbourg | 14 gennaio 1981   | 5 settembre 1982    |                                      |
| 526   | Waheed   | Beir Glulud     | CMN - Cherbourg | 30 settembre 1980 | 1982                | affondata 24 marzo 1986              |
| 532   | Shoula   | Beir Alkitan    | CMN - Cherbourg | 22 aprile 1981    | 29 ottobre 1982     |                                      |
| 534   | Shafak   | Beir Alkirim    | CMN - Cherbourg | 23 giugno 1981    | 17 dicembre 1982    |                                      |
| 536   | Bark     | Beir Alkardmen  | CMN - Cherbourg | 23 giugno 1981    | 1983                | cannibalizzata per parti di ricambio |
| 538   | Rad      | Beir Alkur      | CMN - Cherbourg | 30 novembre 1981  | 1983                | cannibalizzata per parti di ricambio |
| 542   | Laheed   | Beir Alkuesat   | CMN - Cherbourg | 28 gennaio 1982   | 29 luglio 1983      |                                      |

Le altre Combattante hanno avuto una scarsa manutenzione a causa dell'embargo nei confronti della Libia e due di esse vennero cannibalizzate per fornire parti di ricambio alle altre unità; a causa delle loro cattive condizioni generali sono state abbandonate.

## Grecia
La Grecia fu il primo committente di queste unità, di cui ne vennero ordinate quattro ai cantieri di Cherbourg nel 1968. Le motocannoniere greche erano velocissime e raggiungevano la velocità di 40 nodi. L'armamento delle Combattante II greche, fermo restando i quattro missili MM38 Exocet era radicalmente diverso rispetto ad altre Combattante II: le unità greche non avevano i cannoni da 76 mm ed erano armate con quattro cannoni Oerlikon 35/90mm in due impianti binati, uno prodiero e uno poppiero, principalmente antiaerei e due lanciasiluri per siluri filoguidati da 533mm a poppa.
Le unità greche nell'estate 1976 vennero ribattezzate in onore di ufficiali della Marina Reale Greca caduti nel corso della seconda guerra mondiale.
I greci hanno dimostrato di apprezzare molto questo tipo di unità, avendo ordinato nel 1974 ai cantieri francesi quattro unità della versione Combattante III, immesse in servizio tra il 1977 e il 1978, ed ordinando poi nel 1978 una seconda serie di sei Combattante III denominata Classe La Combattante IIIb costruite in Grecia su licenza francese ed entrate in servizio tra il 1980 e il 1981.
Tra il 1994 e il 2000 i greci hanno acquistato dalla Germania sei unità della classe Tiger dismesse dalla Deutsche Marine e denominate dai greci Classe La Combattante IIa.
| sigla | Nome                | Nome originario           | Entrata in servizio | Disarmo          | Note                                                         |
| ----- | ------------------- | ------------------------- | ------------------- | ---------------- | ------------------------------------------------------------ |
| P-14  | Anninos (Αννίνος)   | P-56 Navsithoi (Ναυσιθόη) | 25 maggio 1972      | 17 giugno 2002   | ribattezzata il 23 luglio 1976                               |
| P-15  | Arliotis (Αρλιώτης) | P-55 Evniki (Ευνίκη)      | 23 marzo 1972       | 17 giugno 2002   | ribattezzata il 23 giugno 1976                               |
| P-16  | Konidis (Κονίδης)   | P-53 Kymothoi (Κυμοθόη)   | 2 febbraio 1972     | 11 dicembre 2003 | ribattezzata il 23 giugno 1976                               |
| P-17  | Batsis (Μπάτσης)    | P-54 Kalypso (Καλυψω)     | 1972                | 23 aprile 2004   | ribattezzata il 26 giugno 1976; alla Georgia dopo il disarmo |

Le motocannoniere Combattante II hanno prestato servizio per oltre trent'anni nella Elliniko Polemikó Navtikó; una di queste unità dopo il disarmo è stata ceduta alla Georgia.

## Georgia
La Georgia acquistò dai greci nel 2004 la motocannoniera Batsis, ribattezzata Dioskuria (georgiano: დიოსკურია), che era andata in disarmo il 23 aprile dello stesso anno. Nell'estate del 2008 la nave venne gravemente danneggiata da unità navali russe durante la guerra per l'Ossezia del Sud e l'Abcasia e affondata nel porto di Poti.
Insieme alla motocannoniera è stato affondato anche l'aliscafo lanciamissili Tbilisi (თბილისი) del tipo Progetto 206MR di costruzione sovietica che ai georgiani era stato ceduto dall'Ucraina che a sua volta l'aveva ereditata dalla Marina Sovietica.